# Lavanttal-Arena
La Lavanttal-Arena è uno stadio calcistico austriaco. Viene utilizzato come sede delle partite casalinghe dal Wolfsberger.
Inaugurato nel 1988, è stato ristrutturato l'ultima volta nel 2012, in coincidenza della promozione del club, militante precedentemente in Erste Liga, in Fußball-Bundesliga, il massimo campionato austriaco. Oggi ha una capacità di 7.300 posti.
Nel 2008 ha ospitato l'Austrian Bowl, finale del campionato austriaco di football americano.

## Incontri

### Football americano
| Arbitri: | T. Koenig K. Bremser Edelmüller O. Wahl Lair Savicevic Leue |

| |           | |
| Ponce de Leon 8':34" Q2 (TD) 1yd pass from M.Muheize Biedenkapp Q2 (pat) Biedenkapp 6':25" Q2 (TD) 46yd pass from C. Gunn Biedenkapp Q2 (pat) M. Grassegger 2':47" Q2 (TD) 10yd run Biedenkapp Q2 (pat) M. Grassegger 8':57" Q4 (TD) 20yd run Biedenkapp Q4 (pat) Biedenkapp 2':18" Q4 (FG) 45yd | Marcatori | J. Dieplinger 0':22" Q2 (TD) 4yd pass from M. Glavic R. Balazinek Q2 (pat) A. Proeller 10':34" Q4 (TD) 21yd pass from M. Glavic R. Balazinek Q4 (pat) F.Grein 5':21" Q4 (TD) 3yd run R. Balazinek Q4 (pat) |